# 大乗成業論
大乗成業論は、世親の著した論書である。身口意の三業の成立する理由について、部派仏教諸派の議論を批判して、唯識学派の立てる阿頼耶識の存在を認めることによって、業が説明されることを論証している。

## 内容
説一切有部を始めとして、部派仏教では業を実体視して身・口の表業を色法（物質）とし、業を持続させている潜在的な働きとして物質的な無表業、もしくは不失壊法などの原理を立てる。世親は、このような実在論的な考えを批判し、「思」が働くことによって薫習され、その力によって相続転変して業の果が生ずる、とする。
この主張は、経量部が色心の相互薫習の説によっており、未だ実在論的な傾向が残っている。そこで、世親はさらに唯識説における異熟識(阿頼耶識)を説いて、経量部の説は唯識説に帰着することを論証している。
さらに、諸派の議論を批判して、最終的に業は阿頼耶識の薫習力の相続転変によって成立すると論証している。

## 翻訳
サンスクリット原典は現存しないが、唐代の永徽2年(651年)、玄奘により訳された。
異訳として、北魏の毘目智仙(vimokSaprajJaarSi)によって、541年に『業成就論』として漢訳されている。
また、チベット訳は、東北目録 No.113として残っている。